# Queen Seondeok
Queen Seondeok (hangeul : 선덕여왕 ; RR : Seondeok Yeowang) est une série télévisée sud-coréenne diffusée entre le 25 mai et le 22 décembre 2009 sur le réseau MBC.

## Distribution
- Lee Yo-won : Princesse Deokman / Reine Seondeok
  - Nam Ji-hyun : Deokman (jeune)
- Go Hyun-jung : Mishil
  - Uee : Mishil (jeune)
- Uhm Tae-woong : Kim Yushin
  - Lee Hyun-woo : Kim Yushin (jeune)
- Park Ye-jin : Princesse Cheonmyeong
  - Shin Se-kyung : Cheonmyeong (jeune)
  - Kim Yoo-jung : Cheonmyeong (10 ans)
- Kim Nam-gil : Bidam
  - Park Ji-bin : Bidam (jeune)
- Yoo Seung-ho : Kim Chunchu (épisodes 34-62)

## Réception
| Nombre d'épisodes | Date de diffusion  | Part d'audience moyenne | Part d'audience moyenne     | Part d'audience moyenne | Part d'audience moyenne     |
| Nombre d'épisodes | Date de diffusion  | TNmS Ratings            | TNmS Ratings                | AGB Nielsen             | AGB Nielsen                 |
| Nombre d'épisodes | Date de diffusion  | Tout le pays            | Région de la capitale Séoul | Tout le pays            | Région de la capitale Séoul |
| ----------------- | ------------------ | ----------------------- | --------------------------- | ----------------------- | --------------------------- |
| 1                 | 25 mai 2009        | 16.0%                   | 17.1%                       | 15.3%                   | 16.8%                       |
| 2                 | 26 mai 2009        | 16,6 %                  | 17,8 %                      | 15,5 %                  | 17,2 %                      |
| 3                 | 1er juin 2009      | 21,3 %                  | 23,3 %                      | 18,2 %                  | 20,3 %                      |
| 4                 | 2 juin 2009        | 22,3 %                  | 23,8 %                      | 20,3 %                  | 21,7 %                      |
| 5                 | 8 juin 2009        | 21,6 %                  | 23,7 %                      | 20,6 %                  | 23,8 %                      |
| 6                 | 9 juin 2009        | 25,2 %                  | 27,1 %                      | 23,3 %                  | 25,2 %                      |
| 7                 | 15 juin 2009       | 27,9 %                  | 30,0 %                      | 25,8 %                  | 27,3 %                      |
| 8                 | 16 juin 2009       | 29,7 %                  | 32,0 %                      | 26,9 %                  | 29,1 %                      |
| 9                 | 22 juin 2009       | 28,1 %                  | 30,0 %                      | 25,8 %                  | 27,6 %                      |
| 10                | 23 juin 2009       | 27,9 %                  | 29,4 %                      | 25,5 %                  | 26,8 %                      |
| 11                | 29 juin 2009       | 29,4 %                  | 30,8 %                      | 27,8 %                  | 29,4 %                      |
| 12                | 30 juin 2009       | 29,2 %                  | 30,5 %                      | 29,1 %                  | 30,7 %                      |
| 13                | 6 juillet 2009     | 29,9 %                  | 31,6 %                      | 29,0 %                  | 30,9 %                      |
| 14                | 7 juillet 2009     | 31,0 %                  | 31,9 %                      | 30,0 %                  | 31,8 %                      |
| 15                | 13 juillet 2009    | 31,6 %                  | 32,8 %                      | 30,9 %                  | 33,5 %                      |
| 16                | 14 juillet 2009    | 31,7 %                  | 33,5 %                      | 31,0 %                  | 34,0 %                      |
| 17                | 20 juillet 2009    | 30,7 %                  | 32,0 %                      | 30,4 %                  | 32,8 %                      |
| 18                | 21 juillet 2009    | 32,8 %                  | 34,4 %                      | 30,5 %                  | 32,6 %                      |
| 19                | 27 juillet 2009    | 32,7 %                  | 34,1 %                      | 32,0 %                  | 34,0 %                      |
| 20                | 28 juillet 2009    | 34,9 %                  | 36,0 %                      | 34,6 %                  | 36,3 %                      |
| 21                | 3 août 2009        | 31,9 %                  | 33,2 %                      | 29,7 %                  | 31,2 %                      |
| 22                | 4 août 2009        | 35,4 %                  | 36,4 %                      | 33,2 %                  | 35,5 %                      |
| 23                | 10 août 2009       | 37,5 %                  | 39,6 %                      | 35,6 %                  | 38,0 %                      |
| 24                | 11 août 2009       | 39,5 %                  | 41,7 %                      | 38,0 %                  | 40,5 %                      |
| 25                | 17 août 2009       | 39,0 %                  | 40,4 %                      | 37,6 %                  | 39,1 %                      |
| 26                | 18 août 2009       | 42,0 %                  | 44,3 %                      | 39,7 %                  | 41,7 %                      |
| 27                | 24 août 2009       | 40,3 %                  | 41,7 %                      | 38,4 %                  | 41,1 %                      |
| 28                | 25 août 2009       | 42,0 %                  | 43,6 %                      | 41,0 %                  | 43,1 %                      |
| 29                | 31 août 2009       | 42,2 %                  | 44,7 %                      | 40,0 %                  | 41,5 %                      |
| 30                | 1er septembre 2009 | 42,1 %                  | 44,4 %                      | 41,7 %                  | 44,0 %                      |
| 31                | 7 septembre 2009   | 43,5 %                  | 45,4 %                      | 39,7 %                  | 42,3 %                      |
| 32                | 8 septembre 2009   | 40,6 %                  | 42,9 %                      | 38,4 %                  | 39,8 %                      |
| 33                | 14 septembre 2009  | 40,6 %                  | 42,1 %                      | 39,9 %                  | 41,7 %                      |
| 34                | 15 septembre 2009  | 42,3 %                  | 43,9 %                      | 40,0 %                  | 43,2 %                      |
| 35                | 21 septembre 2009  | 41,6 %                  | 44,6 %                      | 40,8 %                  | 44,4 %                      |
| 36                | 22 septembre 2009  | 39,6 %                  | 41,1 %                      | 38,9 %                  | 42,3 %                      |
| 37                | 28 septembre 2009  | 39,1 %                  | 40,3 %                      | 36,9 %                  | 39,9 %                      |
| 38                | 29 septembre 2009  | 39,5 %                  | 40,4 %                      | 38,2 %                  | 40,6 %                      |
| 39                | 5 octobre 2009     | 39,3 %                  | 40,6 %                      | 39,2 %                  | 41,3 %                      |
| 40                | 6 octobre 2009     | 39,6 %                  | 40,6 %                      | 39,7 %                  | 43,4 %                      |
| 41                | 12 octobre 2009    | 38,1 %                  | 39,9 %                      | 38,1 %                  | 40,3 %                      |
| 42                | 13 octobre 2009    | 38,0 %                  | 38,8 %                      | 37,9 %                  | 40,2 %                      |
| 43                | 19 octobre 2009    | 38,3 %                  | 38,8 %                      | 37,2 %                  | 39,3 %                      |
| 44                | 20 octobre 2009    | 37,6 %                  | 38,7 %                      | 37,8 %                  | 40,4 %                      |
| 45                | 26 octobre 2009    | 39,3 %                  | 41,5 %                      | 38,3 %                  | 40,9 %                      |
| 46                | 27 octobre 2009    | 40,8 %                  | 43,0 %                      | 39,4 %                  | 42,3 %                      |
| 47                | 2 novembre 2009    | 41,7 %                  | 43,7 %                      | 39,6 %                  | 42,1 %                      |
| 48                | 3 novembre 2009    | 42,4 %                  | 44,1 %                      | 40,2 %                  | 42,6 %                      |
| 49                | 9 novembre 2009    | 44.9%                   | 46.7%                       | 43.6%                   | 45.8%                       |
| 50                | 10 novembre 2009   | 44,4 %                  | 46,1 %                      | 43,3 %                  | 45,7 %                      |
| 51                | 16 novembre 2009   | 42,3 %                  | 44,4 %                      | 39,0 %                  | 42,2 %                      |
| 52                | 17 novembre 2009   | 37,7 %                  | 39,1 %                      | 38,1 %                  | 41,1 %                      |
| 53                | 23 novembre 2009   | 35,0 %                  | 36,1 %                      | 34,8 %                  | 37,4 %                      |
| 54                | 24 novembre 2009   | 36,5 %                  | 38,3 %                      | 34,1 %                  | 36,8 %                      |
| 55                | 30 novembre 2009   | 35,3 %                  | 36,0 %                      | 35,3 %                  | 37,8 %                      |
| 56                | 1er décembre 2009  | 36,9 %                  | 38,0 %                      | 34,5 %                  | 37,4 %                      |
| 57                | 7 décembre 2009    | 38,0 %                  | 39,1 %                      | 34,0 %                  | 36,2 %                      |
| 58                | 8 décembre 2009    | 36,2 %                  | 37,9 %                      | 34,4 %                  | 35,7 %                      |
| 59                | 14 décembre 2009   | 35,8 %                  | 36,4 %                      | 32,3 %                  | 33,9 %                      |
| 60                | 15 décembre 2009   | 35,8 %                  | 37,4 %                      | 32,8 %                  | 34,5 %                      |
| 61                | 21 décembre 2009   | 35,1 %                  | 37,1 %                      | 32,3 %                  | 34,5 %                      |
| 62                | 22 décembre 2009   | 37,7 %                  | 39,7 %                      | 35,7 %                  | 38,5 %                      |
| Spécial           | 28 décembre 2009   | 12,5 %                  | 12,3 %                      | 13,4 %                  | 14,7 %                      |
| Moyenne           | Moyenne            | 35.1%                   | 36.6%                       | 33.6%                   | 35.8%                       |

## Prix
2009 MBC Drama Awards
- Daesang/Grand Prix: Go Hyun-jung
- Prix d'excellence en haut, actrice: Lee Yo-won
- Prix d'excellence en haut, acteur: Uhm Tae-woong
- Prix d'excellence, acteur: Kim Nam-gil
- Prix d'interprétation or, acteur secondaire: Ahn Gil-kang
- Prix d'interprétation or, actrice secondaire: Seo Young-hee
- Meilleur nouvel acteur: Yoo Seung-ho, Lee Seung-hyo
- Prix PD: Shin Goo
- Meilleur jeune acteur: Nam Ji-hyun
- Écrivain de l'année: Kim Young-hyun et Park Sang-yeon
- Meilleur couple prix: Kim Nam-gil et Lee Yo-won
- Drame préféré de l'année: Queen Seondeok

2010 Korea Producers & Directors' (PD) Awards
- Prix PD, Catégorie intérim: Go Hyun-jung

46th Baeksang Arts Awards
- Daesang/Grand Prix, catégorie de télévision: Go Hyun-jung
- Meilleur nouvel acteur, catégorie de télévision: Kim Nam-gil

37th Korea Broadcasting Awards
- Meilleure actrice : Go Hyun-jung

5th Seoul International Drama Awards
- Meilleure série dramatique
- Meilleure actrice coréenne : Go Hyun-jung
- Meilleurs scénaristes coréens: Kim Young-hyun et Park Sang-yeon

### Sources
- (en) Cet article est partiellement ou en totalité issu de l’article de Wikipédia en anglais intitulé « Queen Seondeok (TV series) » (voir la liste des auteurs).